# Rhexia virginica
Rhexia virginica är en tvåhjärtbladig växtart som beskrevs av Carl von Linné. Rhexia virginica ingår i släktet Rhexia och familjen Melastomataceae. Inga underarter finns listade i Catalogue of Life.

## Bildgalleri